# Davida

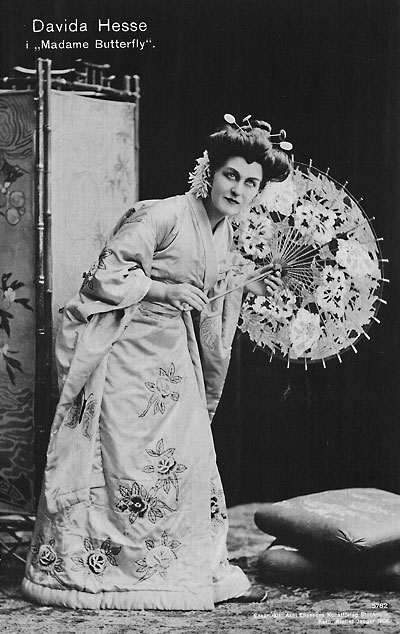
Davida Hesse

Davida är den feminina formen av det hebreiska namnet David som betyder den älskade.
Den 31 december 2012 fanns det totalt 266 kvinnor folkbokförda i Sverige med namnet Davida, varav 24 bar det som tilltalsnamn.
Namnsdag: saknas (1986-1992: 25 juni)

## Personer med namnet Davida
- Davida Afzelius-Bohlin, svensk sångerska
- Davida Hesse, svensk operasångerska